# Spider-Man 3 (jogo eletrônico)
Spider-Man 3 é um jogo de ação em terceira pessoa, criado pela Treyarch e distribuido pela Activision, lançado em 4 de Maio de 2007 para diversas plataformas. É baseado no terceiro filme do Homem-Aranha, dirigido por Sam Raimi. As versões de PS2, GBA, Wii, PSP e Nitendo DS foram desenvolvidas pela Vicarious visions, quanto a de PC é a mesma da Treyarch (sendo que sua jogabilidade foi convertida pela Benoox).

## Enredo
A história da versão oficial do jogo tem ao todo 10 histórias diferentes, que focam basicamente a luta contra um super-vilão.

### História principal
Após a luta contra o lagarto Peter deve lutar contra o novo Duende Verde, que é na verdade seu amigo Harry Osborn e o resultado da luta é semelhate ao do filme.
Após deter o Escorpião Peter vai descansar no seu apartamento então o simbionte se gruda ao seu corpo, quando Peter acorda está vestindo uma roupa preta e se sentindo mais poderoso então percebe o Homem-areia fugindo com maletas do banco para o metrô, o Homem-Aranha o segue e o alcança então começa uma árdua luta e o resultado é igual ao do filme.
Após a luta contra o Homem-Areia, Eddie Brock contrata uma pessoa para se passar pelo Homem-Aranha e encenar um assalto afim de sujar a boa imagem do herói, porém o verdadeiro impede a ação e desmascara Eddie Brock fazendo com que ele perca o emprego.
Após um encontro fracasado com Mary Jane (que termina com ele por isso) Peter percebe que a roupa preta estava causando mudanças nele, por sua vez ele vai até o topo de uma igreja (Brock o vê e o segue) lá ele tenta tirar a roupa que se recusa a deixa-lo mas após tocar acidentalmente o sino da igreja e Peter percebe que a roupa (afetada pelas altas ondas sonoras) começa sair, após deixar Peter o simbionte cai em Eddie Brock que transforma no Venom.
Após a luta contra o Rino, Venom encontra o Homem-Areia em um Parque querendo que este o ajude em sua vingança contra o Homem-Aranha, ele recusa mas ao ver que Venom raptou sua filha decide ajudar. Quando Peter vai assistir TV ele vê que Mary Jane foi sequestrada por Venom e esta a mantendo presa em um táxi suspenso sobre uma construção então (vestindo o uniforme original) vai as presas para lá e após a primeira batalha contra Venom é encuralado pelo Homem-Areia gigante mas Harry chega e o ajuda, após vencer o Homem-areia ele vai ajudar Peter mas é morto por Venom, então após a segunda luta contra ele Peter se joga com Venom do alto do prédio e Venom acaba caindo em cima de várias ferros ponti-agudos e morre. No fim do jogo Peter e Mary Jane voltam a namorar, enquanto o Homem-Areia desiste da vida de crimes para viver ao lado de sua filha.

### História do Mad Bomber
Logo no início do jogo Carlyle (o Mad Bomber na verdade) está fugindo de seu prédio que está sendo explodido, o Homem-Aranha percebe e entra no edifío e lá ele enfrenta alguns capangas, desarma algumas bomba e salva uma mulher da morte tirando ela e a si do prédio.
No dia seguinte Peter está no clarim diário e Jameson comenta com ele sobre o incidente que ocorreu no edifício do dia anterior (obviamente culpando o Aranha pelo incidente), quando o telefone toca: é o Mad Bomber dizendo que implantou várias bombas no metrô da cidade, o Homem-Aranha vai lá e frustra a ação depois um dos capangas do Mad Bomber planta uma bomba em um trem (por sorte vazio) que está se dirigindo a uma estação importante da cidade e o Homem-Aranha o para da mesma maneira que parou o trem em Homem-Aranha 2.
O Homem-Aranha se balança tranquilamente pelos prédios da cidade quando de repente seu sensor Aranha zumbi descontroladamente, então ele vê alguns capangas do Mad Bomber instalando bombas pela cidade e após deter todas as bombas o Homem-Aranha fica mais determinado a encontrar e prender o Mad Bomber.
Após ser convocado pela detetive Dewoulf, ela o informa que os homens do Mad Bomber iriam explodir uma das fundações da ponte George Washington, ele vai lá e impede a explosão mas logo em seguida percebe que era só uma distração, o verdadeiro alvo era a usina nuclear da Mentacore. O Homem-Aranha vai até lá, bate em alguns capangas e impede uma explosão nuclear e acaba descobrindo que o Mad Bomber é Luke Carlyle e este por sua vez está querendo roubar um dos reatores da usina (provavelmente para suas bombas) e promover sua vingança contra J. Jonah Jameson, que segundo ele promoveu uma investigação que arruinou sua companhia, o Homem-Aranha consegue impedir o roubo mas não a fuga de Carlyle.
No dia seguinte o Homem-Aranha vai até o Clarim para contar a Jameson sobre o Mad Bomber, mas antes mesmo de entrar no prédio ocorre uma explosão, ele entra no prédio e desarma algumas bombas e depois fica sabendo que Jameson foi sequestrado e após resgatá-lo o Homem-Aranha faz com que o Mad Bomber exploda o próprio helicóptero e assim ele desiste de continuar com seu plano.

### História do Lagarto
A história começa com uma gravação do Dr. Connors para a sua família onde ele injeta o soro do lagarto nele mesmo (com o intuito de recuperar seu braço) e depois de ter um colapso a gravação acaba, depois disso Peter está no Clarim onde Jameson o informe que lagartos gigantes estavam aterrorizando pessoas do gramacy park e quer que Peter vá tirar fotos. Na primeira tentiva ele falha, mas na segunda consegue.
Depois Peter vai fazer uma visita ao Doutor no laboratório dele, mas só encontra um Lagarto gigante com a roupa do Doutor e chega a conclusão de que era o Connors, mas este foge e Peter o segue já como Homem-Aranha ele ve que o lagarto foi para os esgotos e vai, lá ele da cara com vários lagartos (mas nenhum era o doutor) e percebe que esses lagartos também eram humanos e passando essa condição para outros humanos. Depois de várias tretas o Aranha finalmente encotra o Lagarto e eles lutam é ai que o Lagarto revela seu plano de querer transformar todos os habitantes da Terra em lagartos, mas o Aranha vence e deixa o Lagarto escapar por um lugar aonde ele não possa ser seguido.
Uma semana depois o Homem-Aranha volta ao local se deparando com vários lagartos mortos com lanças e facadas, depois ele vai atrás do doutor e o encontra prestes a ser morto por Kraven o caçador (que obviamente estava o caçando) o Aranha o detém, dando tempo para o Lagarto fugir com a ajudante de Kraven (Calypso) o seguindo, logo em seguida Kraven e o Aranha lutam (duas vezes) e o Cabeça de teia vence com tranquilidade graças a roupa preta, mas é nessa hora que Calypso encurrála o Lagarto e o Aranha deixa Kraven fugir para ver o que aconteceu, após chegar ele vê que Calypso tornou o Lagarto em um bicho monstruoso (4 vezes maior que Homem-Aranha), mas novamente com ajuda da roupa preta o Homem-Aranha eletrocuta o Mega-Lagarto e faz ele voltar a ser o Dr. Connors
Alguns dias depois o Homem-Aranha faz uma visita ao doutor no hospital dizendo que a epidemia de lagartos não parar e eles tinham que dar um jeito, o doutor claro que concorda porque foi ele que começou com tudo isso. Doutro diz a o Aranha que ele deve ir ao esgoto pegar amostra do soro original ele vai e coleta as amostras.
Na noite seguinte o Aranha se prepara para ir ao esgoto com o antídoto, orientado pelo doutor ele vai e dispersa o antídoto em forma de gás com o auxílio de máquinas

### História do Escorpião
A trama começa com o Escorpião trancado em uma câmara e então entra a Dra. Lucy Stiwell dando um trabalho para ele, porém o recusa mas a Doutora ameçando usar nele uma Máquina (que aparentemente machuca o Escopião) e dizendo que não o tornaria normal novamente, ele então aceita. Poucas horas depois o Rino estava sendo transferido de uma prisão por dois guardas de repente o Escorpião aterrisa na van e mata um dos guardas, o outro assustado para a van então o Escorpião abre a van e leva uma chifrada do Rino (desacordando-o), libertado ele foge enquanto uma equipe da MechaBioCon vem e pega o Escorpião (esta cena foi toda assistida pelo Homem-Aranha). Um dia depois o Homem-Aranha se lembra que a MechaBioCon tinha um complexo na ilha do governador, criando uma espécie de estilingue humano o Aranha se lança até a ilha quando chega lá ele encontra o Dra. Jessica Andrews ex-encarregada do projeto Escorpião conta para ele tudo sobre o projeto e que o Escorpião estava preso no prédio da companhia em Manhattan o Aranha sai as presas da ilha e volta para Nova York.
Quando o Aranha chega ao edifício ele entra e encontra o Escorpião que o alerta sobre a máquina, mas ele não da ouvidos e o solta assim mesmo quando um dos cientistas vê isso ele digita um código em um computador e então revela-sê que a máquina era um dispositivo de controle da mente que tem um posto de controle na ponte do Brooklyn, mas o Aranha usa sua esperteza e faz o Escorpião ir até lá com ele, lá eles lutam e Aranha faz com que o Escorpião destrua o gerador quebrando o controle e então o Escorpião queria vingança, mas o Aranha pede para ele esperar (para não correrem o risco de uma cilada).
Uma semana depois o Aranha se encontra com o Escorpião no seu esconderijo então eles dão início ao seu plano, mas devido a alguns imprevistos os dois se separam e o Escorpião encontra a Doutora Stiwell ameaçendo a vida de Jessica Andrews (pois ela sabia que o Escorpião e ela se gostavam) e é ai que doutora revela o verdadeiro objetivo do projeto escorpião: Matar o Homem-Aranha, mas ele se recusa a fazer isso então a doutora chama o Recém-contratado Rino para matar o Escorpião e o Aranha, mas ele chega e salva o Escorpião, ele por sua vez salva Jessica, mas ao saber que nunca mais poderia ser normal novamente, desaparece sem deixar rastros.

### História de Dewolf
O Aranha passeia tranquilamente pela cidade quando de repente ouve um pedido de socorro e ele vai até a origem e encontra apenas uma gravação, então uma detetive de nome Jeans Dewolf aparece convocando ele para ajuda-la em sua investigação, ela passa para o Aranha o tarefa de conseguir provas fotográficas de que alguns policiais corruptos estavam vendendo armas para a gangue dos Dragon Tails.
Na noite seguinte a detetive convoca o herói novamente, dessa vez querendo outras provas fotográficas de que policiais corruptos estão aceitando propina da gangue das Arsenic Candy.
Na tarde do dia seguinte a detetive convoca o Aranha para um último trabalho, ele tem de tirar fotos que provem que policiais corruptos estão esperando a gangue dos Apocalipse para negócios, depois de tirar todas as fotos a detetive chega para dar uma prensa nos policiais, mas eles arman uma cilada e tentam matá-la, porém o Aranha consegue a salvar.

### História do Rei do Crime
Enquanto o Homem-Aranha se pergunta como que essas novas gangues chegaram a cidade, a gangue dos Apocalipse estavam tentando afogar um homem, o Aranha intervêem e salva o homem, depois ele ouve deste que os Punks estavam trabalhando no metrô, então ele vai averiguar.
Chegando na estação mais próxima ele encontra uma mulher apavorada com a presença dos Punks lá, então ele desçe e encontra pessoas falando sobre um esconderijo deles, Homem-Aranha pega um trem e chega ao local lá enfrenta alguns membros e salva uns reféns, depois ele vai ao encontro dos responsáveis pelo esconderijo e os prende.
Poucas horas depois ele se encontra com um policial que o informa que os Apocalipse fizeram uma ameaça a usina elétrica da cidade e então eles ouvem uma transmissão do rádio da polícia em que os Punks estavam confrontando a policia, com a ajuda do oficial o Aranha vai e detém todos os membros, mas eles ficam sabendo que isso era só uma distração para o ataque a usina, então o Aranha vai as presas a usina la ele encontra uma prestes a explodir após passar pelos obstáculos ele pega a bomba e joga no rio, mas é encurralado pelo líder da gangue (e alguns capangas) porém o derrota sem complicações.
Na noite seguinte o Aranha intercepta a gangue das Arsenic Candy roubando uma loja de roupas e fazendo seu gerente de refén, depois ouve deste mesmo que elas estavam organizando um concurso de moda em um teatro abandonado próximo dali e fazendo alguns reféns de juízes, então ele vai lá, os salva e ouve deles que elas tinham um esconderijo perto da ponte Roosevelt onde elas escondem o dinheiro dos roubos.
Ele vai lá onde as enfrenta, mas nessa confusão algumas delas escapam para uma casa de fogos de artifício na ilha Roosevelt, mas assim que o Aranha chega elas incendeiam o local ele as prende e salva as pessoas que estavam lá dentro.
Enquanto ele voltava para casa e ele vê que a gangue dos Dragon Tail roubaram uma van cheia de estátuas e após alcança-los e prende-los o herói fica sabendo que as estátuas eram uma encomenda para um colecionador chamado Cheng.
No dia seguinte o herói vai até o encontro do homem para saber o porquê do interrese da gangue pelas estátuas, mas antes que ele possa contar a gangue começa a atacar o local com bazucas e um helicóptero, o Aranha acaba com todos os atiradores e prende o helicóptero em uma teia gigante.
Mais tarde o herói a pedido do senhor Cheng tem de escoltar o transporte das estátuas em segurança até o depósito da polícia já que os Dragon Tails vão fazer de tudo para pegá-las.
No dia seguinte o Homem-Aranha volta a casa de Cheng para saber do segredo e ele conta que quando um sino é tocado próximo as estátuas elas liberam um poder que pode fazer o seu possuidor controlar o mundo, o Aranha achando que é uma bobagem não da ouvidos mas a pedido do homem ele se assegurar que elas estão seguras e assim que chega ele vê os Dragon Tails saindo com elas, ele tenta detê-los mas vê que é só uma distração então ele volta ao depósito onde Cheng fala que descobriram o esconderijo da gangue ele vai lá onde descobre que o segredo na verdade era que as estátuas eram feitas de ouro e platina então ele intorrompe a cerimônia e enfrenta o líder da gangue e seus capangas mais fortes e os prende.
O Homem-Aranha vai até sua faculdade quando vê duas Arsenic Candy tentando matar um homem ele as detem e homem fala que um grupo delas estavam querendo destruir o museu, após impedi-las o Aranha vê que foi convidado para um casamento na igreja abandona de Upper east side.
Quando chega lá ele vê que a líder da gangue estava se casando com o dono da loja de roupas que ele salvá-ra alguns dias atrás, só que devido a intromição do herói ela manda suas capangas matar ele e Homem-Aranha, mas ele as derrta e salva o cara então depois prende a líder delas.
No dia seguinte Peter vai ao clarim para ver se Jameson tinha um trabalho para ele, Jameson diz a Peter para ir a coletiva de imprensa do tribunal de Nova York para tirar fotos dos três líderes das três gangues que estavam sendo julgados lá, após isto Peter encontra o Rei do Crime com membros das três gangues lá (Peter tira uma foto) então após o término da seção ele ordena os membros libertar os líderes e destruir o tribunal, o Homem-Aranha os impede, então ele volta para o Clarim para perguntar a Robbie onde que Fisk mora, Robbie diz mas alerta Peter para não se envolver.
Nesta mesma noite o Homem-Aranha invade a cobertura de Fisk e após enfrentar alguns capangas ele enfrenta o Rei do Crime, mas perde depois enfrenta os três líderes juntos e os vence, depois luta contra o Rei do Crime de novo e dessa ele o derruba e desfere vários socos na sua depois (devido ao estado de fúria causado pelo simbionte) joga ele pela janela, mas  ele aparentemente sobrevive a queda já que o Homem-Aranha não encontra seu corpo.

## Jogabilidade
O jogo foi desenvolvido no mesmo estilo de seu antecessor,Open World, onde o jogador pode explorar livremente as ilhas de Manhattan, Roosevelt e a Governor's island (sendo que essa última só esta disponível na missão "Scorpion part 1") e a novidade é que agora pode-se explorar todo o sistema do metrô de Nova York, ATENÇÃO essa é a jogabilidade das versões de PC, Playstation 3 e Xbox 360 (outras versões tem jagabilidades diferente).
O jogador controla o herói Homem-Aranha, que deve lutar contra gangues, facções e vilões da cidade para mantê-la em equilíbrio, muitas vezes contando com a ajuda da polícia local. Seguindo a linha histórica do filme, o jogador agora tem a capacidade de utilizar o uniforme negro, que garante ao protagonista mais força, agilidade e habilidade, facilitando a luta contra gângsteres e arqui-inimigos do famoso personagem. O jogo conta com 42 missões, além de várias corridas e alguns desafios que prometem aumentar a duração de uso do game. O jogo apresenta todos os vilões do filme, além de muitos outros inimigos clássicos do herói, que já apareceram nos quadrinhos, como o Lagarto, Rei do Crime, Escorpião e uma imensa variedade de NPCs, que constituem a população de Manhattan.
O local é baseado na ilha de Manhattan, em Nova Iorque, apresentando muitas semelhanças entre a realidade, como, por exemplo, o Central Park e o Edifício Empire State e uma imensidão de veículos, que devido a esse fator, podem ser notados congestionamentos nas principais avenidas. No entanto, a produção de prédios sem detalhes e profundidade diminui a jogabilidade do game.

## Recepção crítica
As versões Wii, PS2 e PSP foram criticadas por um modo de história curta e gráficos decepcionantes, com GamesRadar sugerindo que eles eram tecnicamente inferiores ao jogo anterior de 2004.

## Supervilões

### Versão para PlayStation 2, Wii, Game Boy Advance, NDS e PSP
Harry Osborn/Duende Verde

Luke Carlyle/Mad Bomber

Dr. Curt Connors/Lagarto

Sergei Kravinoff/Kraven

Dr. Michael Morbius/ Morbius, o vampiro.

Shriek

Flint Marko/Homem Areia

Eddie Brock/Venom

### Versão paraPlayStation 3, Xbox 360 e PC
Harry Osborn/Duende Verde

Luke Carlyle/Mad Bomber

Mac Gargan/Escorpião

Aleksei Mikhailovich/Rino

Flint Marko/Homem-Areia

Dr. Curt Connors/Lagarto

Sergei Kravinoff/Kraven

Wilson Fisk/Rei do Crime

Eddie Brock/Venom